# Velika nagrada Južne Afrike
Velika nagrada Južne Afrike je bila dirka svetovnega prvenstva Formule 1, ki je potekala s prekinitvami med sezonama 1962 in 1993. Najuspešnejša dirkača sta Jim Clark in Niki Lauda s po tremi zmagami, med moštvi pa Lotus, Ferrari in Williams s po štirimi zmagami.

## Zmagovalci Velike nagrade Južne Afrike
Roza ozadje označuje dirke, ki niso štele za prvenstvo Formule 1.
| Leto     | Dirkač                   | Konstruktor       | Dirkališče  | Poročilo |
| -------- | ------------------------ | ----------------- | ----------- | -------- |
| 1993     | Alain Prost              | Williams-Renault  | Kyalami     | Poročilo |
| 1992     | Nigel Mansell            | Williams-Renault  | Kyalami     | Poročilo |
| 1985     | Nigel Mansell            | Williams-Honda    | Kyalami     | Poročilo |
| 1984     | Niki Lauda               | McLaren-TAG       | Kyalami     | Poročilo |
| 1983     | Riccardo Patrese         | Brabham-BMW       | Kyalami     | Poročilo |
| 1982     | Alain Prost              | Renault           | Kyalami     | Poročilo |
| 1981     | Carlos Reutemann         | Williams-Ford     | Kyalami     | Poročilo |
| 1980     | René Arnoux              | Renault           | Kyalami     | Poročilo |
| 1979     | Gilles Villeneuve        | Ferrari           | Kyalami     | Poročilo |
| 1978     | Ronnie Peterson          | Lotus-Ford        | Kyalami     | Poročilo |
| 1977     | Niki Lauda               | Ferrari           | Kyalami     | Poročilo |
| 1976     | Niki Lauda               | Ferrari           | Kyalami     | Poročilo |
| 1975     | Jody Scheckter           | Tyrrell-Ford      | Kyalami     | Poročilo |
| 1974     | Carlos Reutemann         | Brabham-Ford      | Kyalami     | Poročilo |
| 1973     | Jackie Stewart           | Tyrrell-Ford      | Kyalami     | Poročilo |
| 1972     | Denny Hulme              | McLaren-Ford      | Kyalami     | Poročilo |
| 1971     | Mario Andretti           | Ferrari           | Kyalami     | Poročilo |
| 1970     | Jack Brabham             | Brabham-Ford      | Kyalami     | Poročilo |
| 1969     | Jackie Stewart           | Matra-Ford        | Kyalami     | Poročilo |
| 1968     | Jim Clark                | Lotus-Ford        | Kyalami     | Poročilo |
| 1967     | Pedro Rodriguez          | Cooper-Maserati   | Kyalami     | Poročilo |
| 1966     | Mike Spence              | Lotus-Climax      | East London | Poročilo |
| 1965     | Jim Clark                | Lotus-Climax      | East London | Poročilo |
| 1963     | Jim Clark                | Lotus-Climax      | East London | Poročilo |
| 1962     | Graham Hill              | BRM               | East London | Poročilo |
| 1961     | Jim Clark                | Lotus-Climax      | East London | Poročilo |
| 1960 (2) | Stirling Moss            | Porsche           | East London | Poročilo |
| 1960 (1) | Paul Frère               | Cooper-Climax     | East London | Poročilo |
| 1939     | Luigi Villoresi          | Maserati 6CM      | East London | Poročilo |
| 1938     | Buller Meyer             | Riley             | East London | Poročilo |
| 1937     | Pat Fairfield            | ERA-B             | East London | Poročilo |
| 1936     | Mario Massacuratti       | Bugatti 35B       | East London | Poročilo |
| 1934     | Whitney Willard Straight | Maserati 8CM 3.0L | East London | Poročilo |